# NGC 310

NGC 310

NGC 310 في الفهرس العام الجديد، هي مجرة، تقع في كوكبة قيطس. اكتشفت في 31 ديسمبر 1866 .

## روابط خارجية
- NGC 310 على موقع ويكي سكاي: DSS2, SDSS, GALEX, IRAS, Hydrogen α, X-Ray, Astrophoto, Sky Map, Articles and images